# Антонович Тетяна Михайлівна
Тетя́на Миха́йлівна Антоно́вич (15 квітня 1915, Відень — 23 вересня 2001, Вашингтон) — українська лікарка (нефропатологія), громадська діячка. Доктор медичних наук (1941). До шлюбу — Терле́цька. Дружина Омеляна Антоновича. Почесна громадянка Долини.

## Біографія
Медичні студії почала в Університеті Монпельє у Франції, продовжила у Віденському університеті.
У 1941–1944 роках працювала у Львові в університетській клініці та міському шпиталі.
1944 року виїхала до Відня, а далі до Мюнхена, де була лікаркою у Міжнародній організації біженців. 1946 року одружилася з юристом Омеляном Антоновичем.
1949 року з чоловіком емігрувала до США. Працювала в медичному центрі Джорджтаунського університету у Вашингтоні — інструкторкою, доценткою, від 1974 року — професоркою. За 20-річну роботу нагороджена золотою медаллю університету.
1968 року очолила відділ нефропатології в Інституті патології Американських збройних сил.
Професійна та наукова діяльність Тетяни Антонович пов'язана також з університетом Джорджа Вашингтона (від 1961 року) та Військовим університетом медичних наук у Вашингтоні.
Померла у Вашингтоні. Поховано Тетяну Антонович у Львові.

## Наукова діяльність
Основні наукові дослідження Тетяни Антонович присвячено ураженням кров'яних судин нирок, хворобі «системний червоний вовчак» і змінам, що відбуваються у нирках при захворюванні на СНІД.

### Праці
- Kidney in Health and Disease. — Washington, 1967.
- Atlas of Kidney Biopsies. — Washington, 1980 (у співавторстві).
- Pathology of Systemic Lupus Erythematosus. — Washington, 1993.

## Доброчинна діяльність
1980 року разом із чоловіком Омеляном Антоновичем заснувала Фундацію Омеляна та Тетяни Антонович. 2002 року як благодійниця іменована почесним громадянином міста Долина (посмертно).